# Rio Pari
Rio Pari är ett vattendrag i Brasilien.   Det ligger i delstaten São Paulo, i den södra delen av landet, 800 km söder om huvudstaden Brasília.
Trakten runt Rio Pari består till största delen av jordbruksmark. Runt Rio Pari är det ganska tätbefolkat, med 90 invånare per kvadratkilometer.